# يون تشان
يون تشان هو ممثل كوري جنوبي، ولد في 3 يناير 1972 في كوريا الجنوبية.

## وصلات خارجية
- يون تشان على موقع IMDb (الإنجليزية)
- يون تشان على موقع قاعدة بيانات الفيلم (الإنجليزية)